# Anthem of the Seas
Anthem of the Seas é um navio de cruzeiro da classe Quantum para a Royal Caribbean International. O navio teve a sua viagem inaugural no dia 22 de Abril de 2015, partindo do porto de Southampton na Inglaterra para um cruzeiro de 8 noites por França e Espanha. Nos primeiros meses de operação as suas viagens serão principalmente pelo Mar Mediterrâneo, norte da Europa chegando até à Madeira e às Ilhas Canárias.